# Фуша-Мухур
Фуша-Мухур (на албански: Fushë-Muhur или Fushë-Muhurri) е село в Албания, част от община Дебър, административна област Дебър.

## География
Селото е разположено в историко-географската област Долни Дебър по долината на Черни Дрин в западните склонове на Кораб.

## История
След Балканската война в 1913 година селото попада в новосъздадена Албания.
До 2015 година селото е част от община Мухур.